# Tergeste
Tergeste (ou Tergestum ) est l'ancienne ville de Trieste de l'époque romaine, un village habité par les Illyriens. Plus tard, elle est devenue une ville, un camp romain et un port militaire.

## Toponyme
Étymologiquement, le toponyme de Trieste dérive du vénète Tergeste, formé par terg (« marché ») combiné avec -este, un suffixe typique des toponymes vénitiens. Cependant, Strabon fait remonter le nom de Tergestum au latin Ter gestum bello, c'est-à-dire aux trois batailles contre les Histres, à l'origine du nom du frourio ou fort de Tergestum.

## Territoire
Tergeste dominait le golfe de Trieste dans la partie la plus septentrionale de la Haute Adriatique. La zone urbaine était principalement occupée par une pente vallonnée qui devient même une montagne dans les zones adjacentes à la zone bâtie ; elle était située au pied d'un imposant escarpement qui descend brusquement du plateau du Karst vers la mer.

## Histoire

### Préhistoire
Le territoire où se dresse actuellement la ville de Trieste et son arrière-pays karstique devient le siège permanent de l'homme au cours du Néolithique. À partir de la fin de l'âge du bronze, la culture des castellieri par les peuples pré-Indo-Européens commence à se développer dans la région. Après le Xe siècle av. J.-C., la présence sur le Karst des premiers noyaux Indo-européens, les Histres, est documentée, qui cependant, selon toute vraisemblance, ne sont pas les premiers habitants de la future Trieste, malgré la présence dans la région de certains castellieri. La fondation du premier noyau du Tergeste romain semblerait en effet attribuable au peuple des Vénètes, comme en témoignent les racines vénitiennes du nom (Terg et Este) et d'autres découvertes importantes. Strabon fait remonter la fondation de Tergeste au peuple celtique des Carni. Le même auteur parle de Ter gestum bello, c'est-à-dire de trois batailles contre les Histres, à l'origine du nom du frourio ou fort de Tergestum.

### Époque romaine

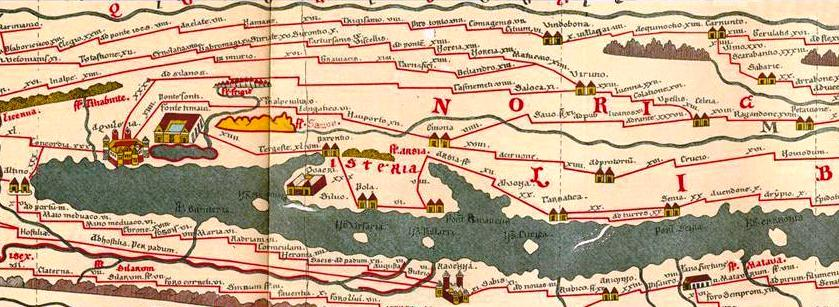
La ville de Tergeste figure clairement sur la Table de Peutinger, qui représente l'Empire romain à l'époque d'Auguste.

En 178 av. J.-C., Aulus Manlius Vulso mène une nouvelle guerre contre les populations d'Istrie, également pour protéger la colonie alors nouvellement formée d'Aquilée, ayant comme allié Catmelo, roi des Taurisques, fort d'une armée de 3 000 soldats. Le consul qui campe dans le golfe de Muggia, près de Tergeste, est attaqué par le roi ennemi Epulone, qui réussit à conquérir les deux avant-postes romains et le camp d'une légion. Vulsone, appelé au secours de la deuxième légion, surprend alors à son tour les Histriens qui saccagent le camp romain.

Plan de Tergeste romaine.

À la suite de la conquête romaine (IIe siècle av. J.-C.), la localité devient une municipalité de droit latin avec le nom de Tergeste, développant et acquérant une physionomie urbaine déjà à l'époque d'Auguste. Elle obtint le statut de colonie romaine de la tribu Pupinia, probablement après la bataille de Philippes (42-41 av. J.-C.). Selon Appiano d'Alexandrie, la population Iapydes, définie comme une tribu forte et sauvage, envahit les territoires romains jusqu'à Aquilée à deux reprises en l'espace de vingt ans (certainement en 52 av. J.-C. et quelques années plus tard), réussissant à piller Tergeste même,. Les Iapydes font de nombreux raids, la colonie de Pula est détruite, les pirates Liburniens infestent l'Adriatique, tandis que les Dalmates sont encore indépendants et dangereux. Cette situation contraint Auguste, désormais maître incontesté du monde romain d'Occident, à entreprendre personnellement une série de campagnes en direction de la Save en Pannonie et des côtes d'Illyrie. L'objectif principal est d'aller jusqu'au fief de Ségeste, connu par les Romains sous le nom de Siscia (Sisak).
Tergeste devient une colonie romaine à l'époque impériale, sous Vespasien. Elle atteint son expansion maximale pendant la principauté de Trajan, avec une population qui, selon Pietro Kandler, devait être d'environ 12 000 à 12 500 habitants ; ce n'est que dans les années soixante du XVIIIe siècle que la ville a de nouveau atteint le niveau démographique de l'époque romaine.
Dans la partie inférieure de la colline de San Giusto vers la mer, il est encore possible aujourd'hui d'observer les vestiges de la ville romaine, malgré les nombreux bâtiments modernes qui obstruent partiellement la vue.

## Archéologie de la ville antique

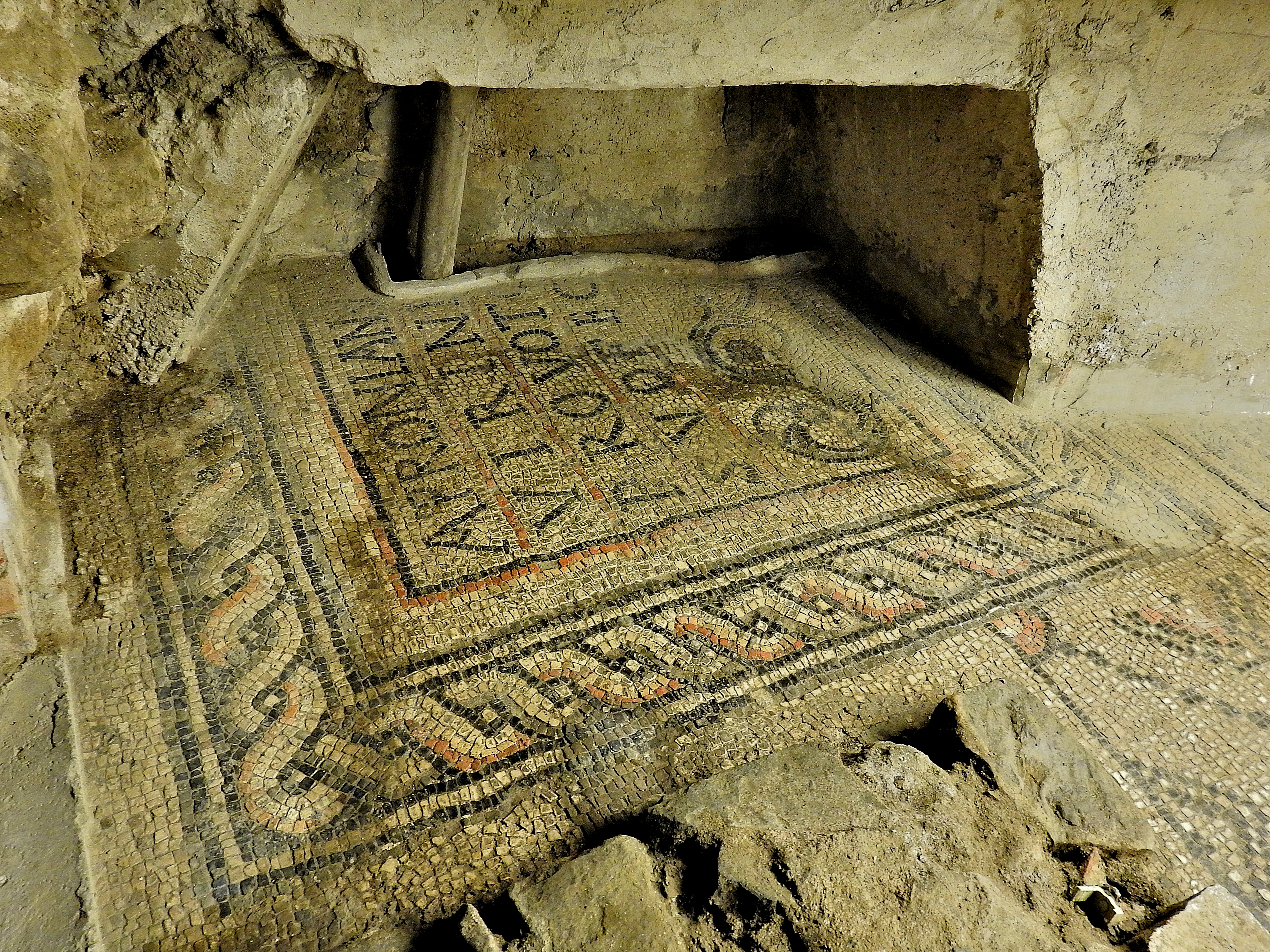
Basilique paléochrétienne.

Ses puissants murs sont une marque de l'importance stratégique de la ville antique. Constitués de blocs de pierre, ils entouraient la ville, des zones vallonnées jusqu'à la mer. Trieste, en effet, possédait un port (dans la zone du Campo Marzio) et une série de ports modestes le long de la côte : sous le promontoire de San Vito, à Grignano, près de quelques villas patriciennes, à Santa Croce, etc. ). Les besoins en eau de la ville étaient satisfaits à l'époque par deux aqueducs, celui de Bagnoli et celui de San Giovanni di Guardiella.
Deux édifices témoignent clairement de l'importance de Trieste à l'époque romaine : le théâtre, datant de la fin du Ier siècle av. J.-C., agrandi sous Trajan grâce au financement de Quintus Petronius Modestus, d'une capacité d'environ 6 000 spectateurs, et la basilique paléochrétienne, édifiée entre le IVe et le Ve siècle, qui renferme de superbes mosaïques, signe tangible de la richesse de l'église locale et de la ville de Tergeste jusqu'à la fin de l'époque impériale.
Sur la colline de San Giusto, quelques vestiges des temples de Jupiter et de Minerve sont encore visibles. Certaines structures architecturales de ce dernier ont été conservés dans les fondations de la cathédrale, identifiables de l'extérieur grâce à des ouvertures spéciales dans les murs du campanile et dans le sous-sol (par l'accès depuis le Musée Civique d'Histoire et d'Art de Trieste). La basilique chrétienne, datant de la première moitié du Ve siècle, a été découverte sous l'actuelle cathédrale San Giusto.
La construction a été édifiée sur un ancien temple romain construit à l'époque de Domitien et peut-être restauré sous les empereurs Hadrien ou Antonin le Pieux. Elle a probablement été construite par un certain Publio Palpellio Clodio Quirinale, praefectus classis de la flotte militaire de Ravenne vers 80. Avant ce temple, un monument équestre était dédié à Gaius Calpentano Ranzio Quirinalo Valerio Festo, consul suffectus en 71.
Au nord du temple, le forum (la place principale de la ville antique) était relié par un portique à la basilique civile, qui était divisée en trois nefs avec une abside intérieure. Le donateur est Quinto Baieno Blassiano, procureur de Trajan avant 120-125.
L'Arc de Riccardo, une ancienne porte de la ville construite dans la seconde moitié du Ier siècle av. J.-C., est un autre monument romain qui est resté en bon état jusqu'à nos jours  ; à Grignano et dans d'autres localités de la côte, des vestiges de villas appartenant à l'aristocratie locale et construites pour la plupart aux Ier et IIe siècles ont été retrouvés.
La route construite par Vespasien, appelée Via Flavia (construite en 78-79), existe encore, ancienne voie romaine de la région Regio X Venetia et Histria, jusqu'à la province romaine de Dalmatie (mais on suppose qu'elle devait à l'origine s'étendre jusqu'à l'Achaïe), en contournant la côte istrienne et en passant par Pula et Rijeka.
La Via Gemina est une autre route importante qui traversait la ville antique reliant Aquilée à Emona (la Ljubljana moderne), qui a été construite après 14 av. J.-C. par la legio XIII Gemina.  Cette route suivait le premier tronçon de la route de l'ambre, qui se poursuivait ensuite jusqu'au Danube, près de Carnuntum.

### Antiquariumde la via del Seminario

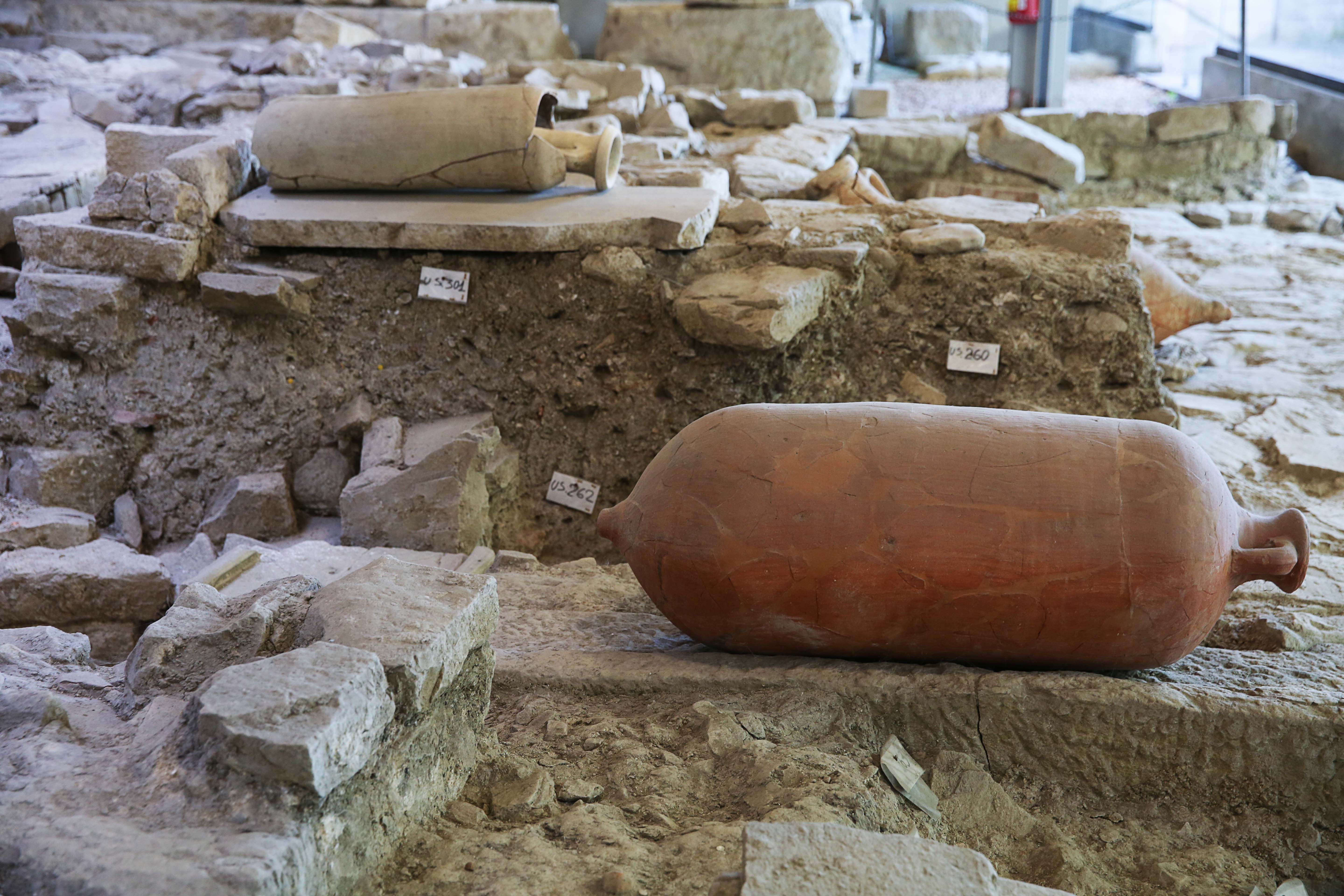
Antiquarium.

Une partie des murs romains est conservée dans l'Antiquarium de la via del Seminario. Ces vestiges archéologiques sont parmi les plus anciens de Trieste ; ils remontent à la fin de la République, c'est-à-dire à la fin du Ier siècle av. J.-C., tout comme la domus de l' Antiquarium de la via Donota et le théâtre romain.
Une partie des murs construits par Octave (alors qu'il n'avait pas encore pris le titre d'Auguste) entre 33 et 32 av. J.-C. pour la défense de la colonie de Tergeste y est visible. La section préservée mesure 4 mètres de long et 2,4 mètres de large ; les faces externes des murs sont constituées de blocs de grès, tandis que le remplissage interne est fait de sable mélangé à de la roche. Un canal pour le drainage de l'eau est visible à la base des murs.
Entre le milieu du Ier siècle et le IIe siècle, les murs ont perdu leur fonction défensive d'origine ; ils sont réutilisés dans le cadre d'un système de terrassement qui concerne toute la pente de la colline de San Giusto face à la mer. Derrière le pan de mur, une pièce avec un dallage en opus spicatum, c'est-à-dire des briques rectangulaires disposées en chevrons, a été mise au jour, où ont également été retrouvés quelques fragments d'amphores : cet environnement a été interprété comme un bassin de traitement d'huile. Cette zone de l'ancien Tergeste était en fait utilisée pour des activités de production.

### Antiquariumde la via Donota
L'Antiquarium de via Donota est situé dans la partie inférieure de la colline de San Giusto. Il est possible d'y visiter ce qui reste d'une domus et d'une nécropole de l'époque romaine.
La domus a été construite à la fin du Ier siècle av. J.-C., une période au cours de laquelle toute la pente de la colline de San Giusto face à la mer a fait l'objet d'un travail d'aménagement avec la construction de terrasses. À la fin du Ier siècle, la domus est abandonnée et, à partir du IIe siècle, une partie de celle-ci est réutilisée comme nécropole païenne.
La domus a été construite sur deux niveaux, s'adaptant ainsi à la pente de la colline. À l'intérieur, divers environnements ont été reconnus, parmi lesquels se distinguent un puits et des latrines qui contenaient des déchets quotidiens, dont la découverte a permis de reconstituer les habitudes des anciens Triestins.
Au moins deux phases d'utilisation ont été découvertes pour la nécropole : entre le IIe et le IVe siècle, le niveau inférieur de la domus a été exploité par une riche famille locale comme nécropole privée ; à partir du IVe siècle, il est utilisé pour divers types de sépultures, telles que les dépositions en amphore d'enfants. Les archéologues expliquent la plus grande présence de sépultures d'enfants par rapport à celles d'adultes en émettant l'hypothèse qu'au IVe – VIe siècle, il y avait une forte mortalité infantile causée par la malnutrition.

## Galerie d'images

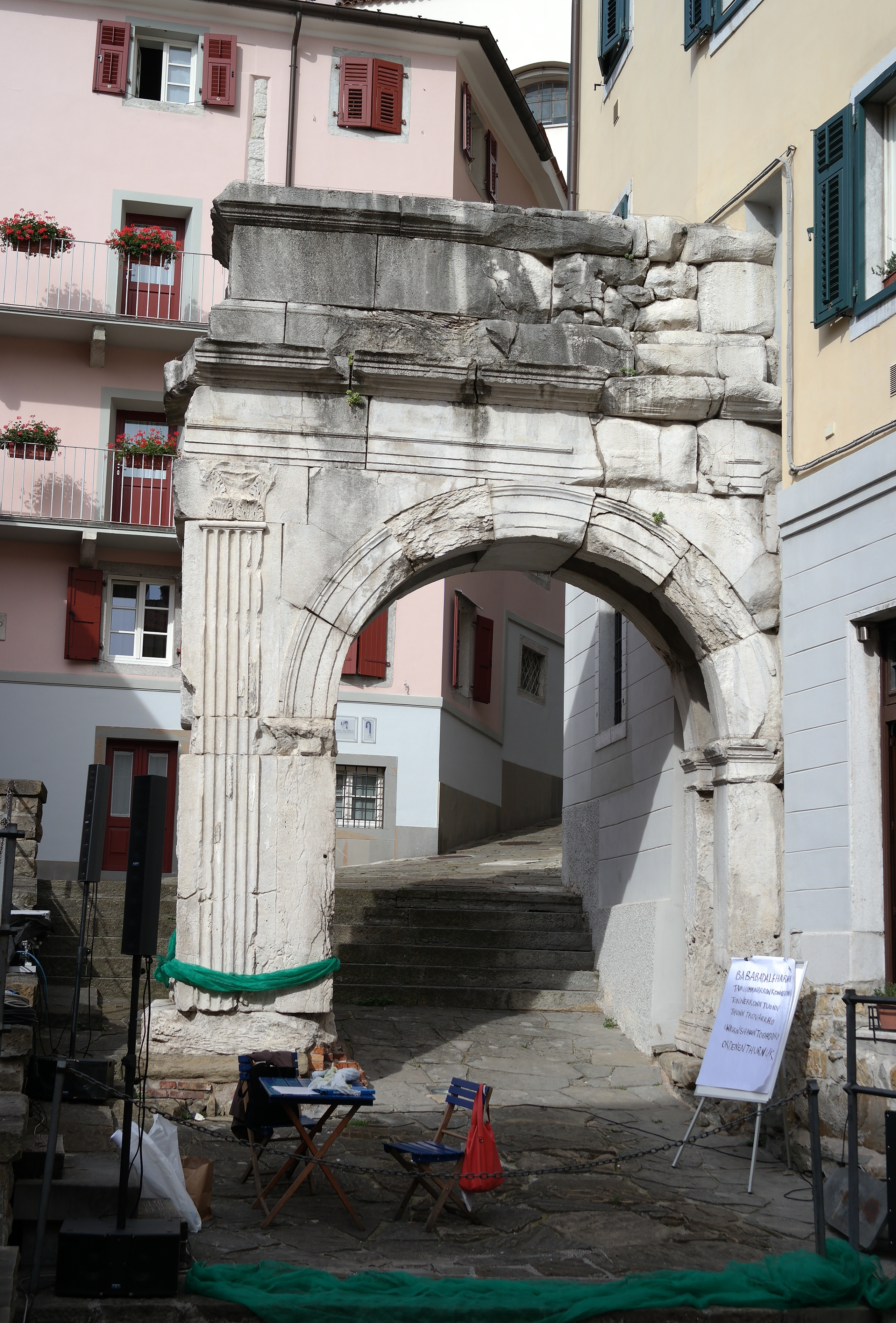
Arc romain dit di Riccardo
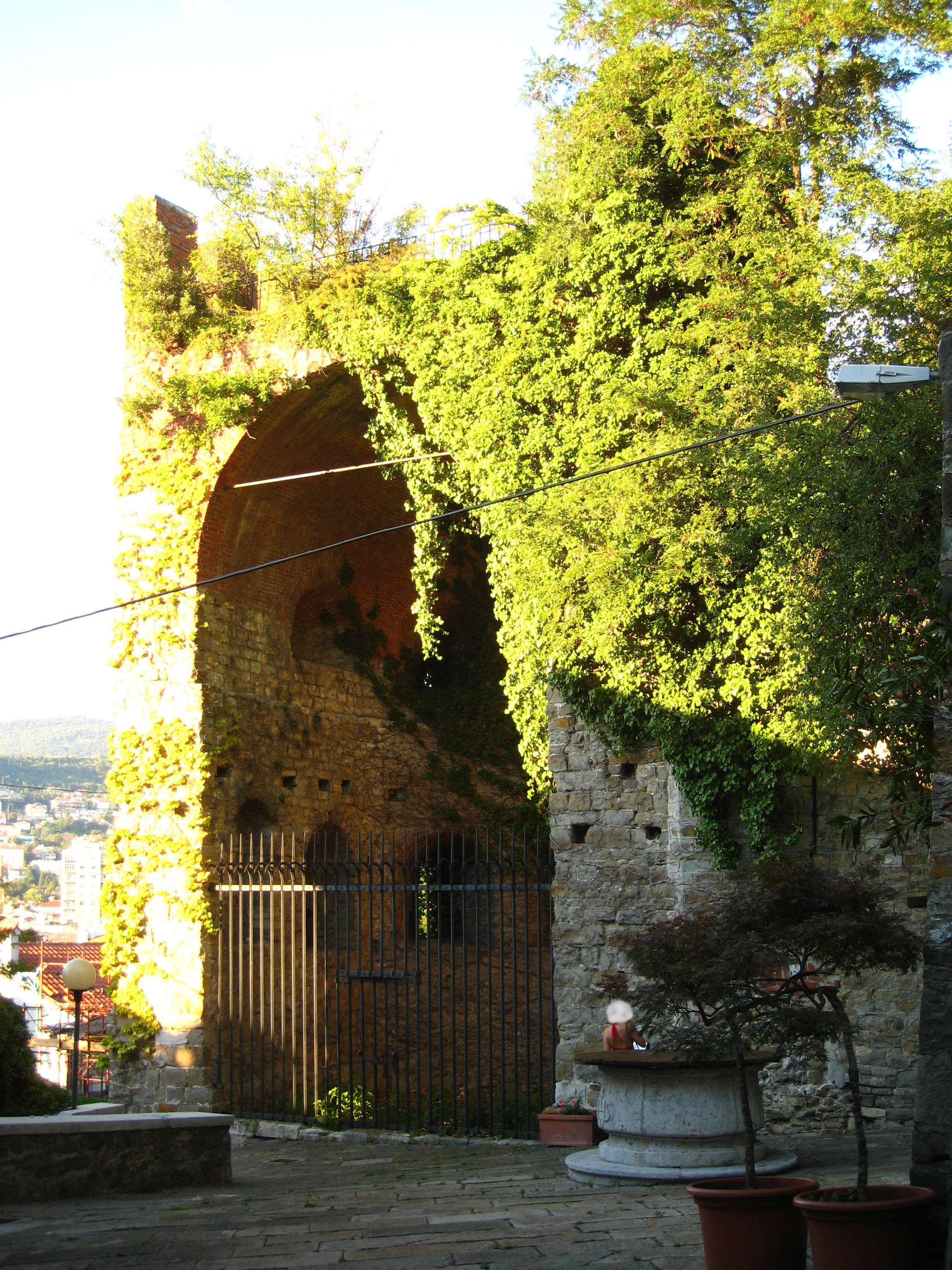
Située sur la pente de la colline de San Giusto, la Tor Chucherna est la seule tour d'observation qui reste des anciens murs
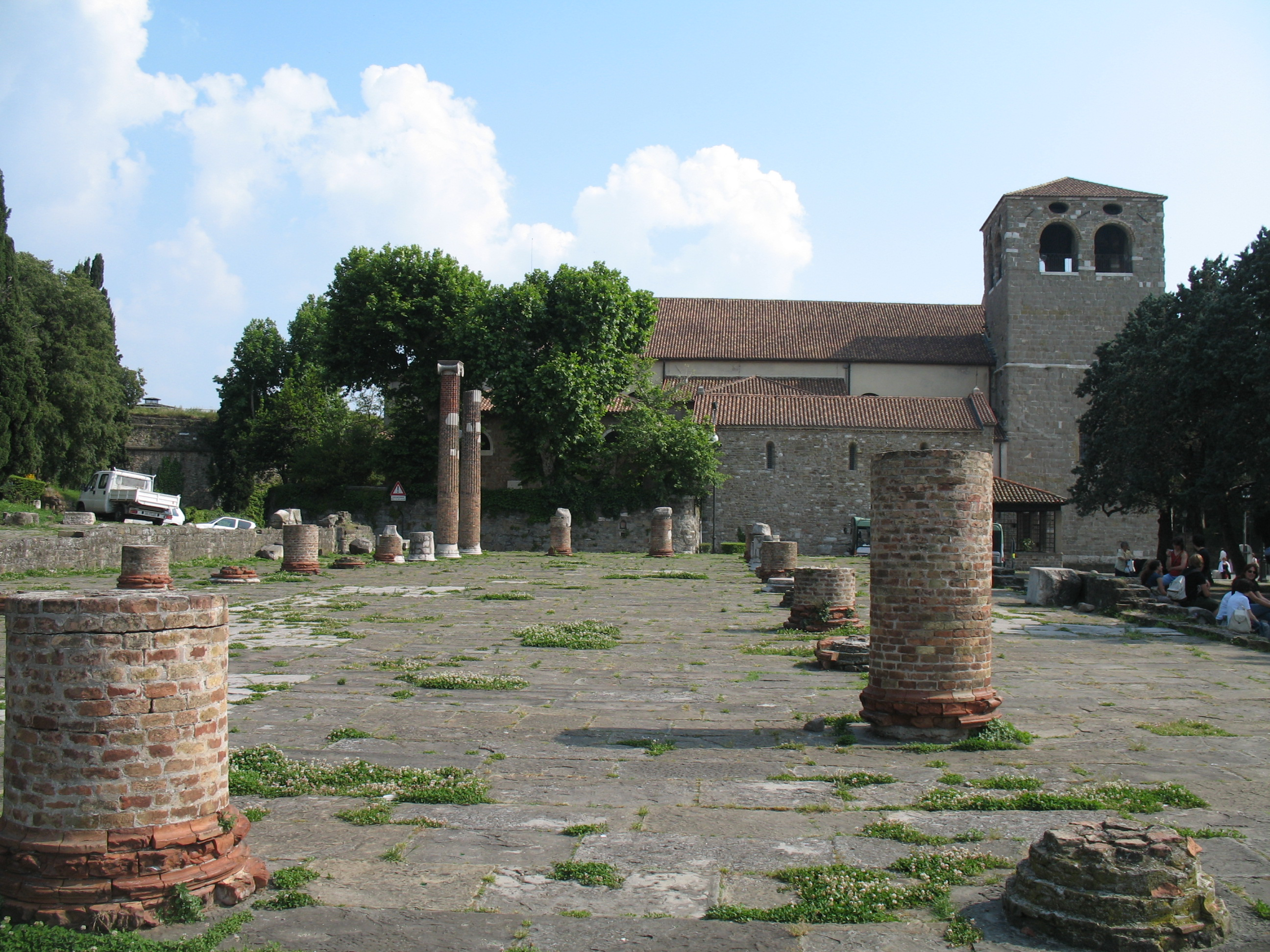
Le forum romain et la cathédrale au sommet de la colline de San Giusto
Le théâtre romain de Trieste vu de la cavea